# Thelocactus leucacanthus
Thelocactus leucacanthus är en kaktusväxtart som först beskrevs av Joseph Gerhard Zuccarini och Louis Ludwig Karl Georg Pfeiffer, och fick sitt nu gällande namn av Nathaniel Lord Britton och Joseph Nelson Rose. Thelocactus leucacanthus ingår i släktet Thelocactus och familjen kaktusväxter.

## Underarter
Arten delas in i följande underarter:
- T. l. leucacanthus
- T. l. schmollii

## Bildgalleri

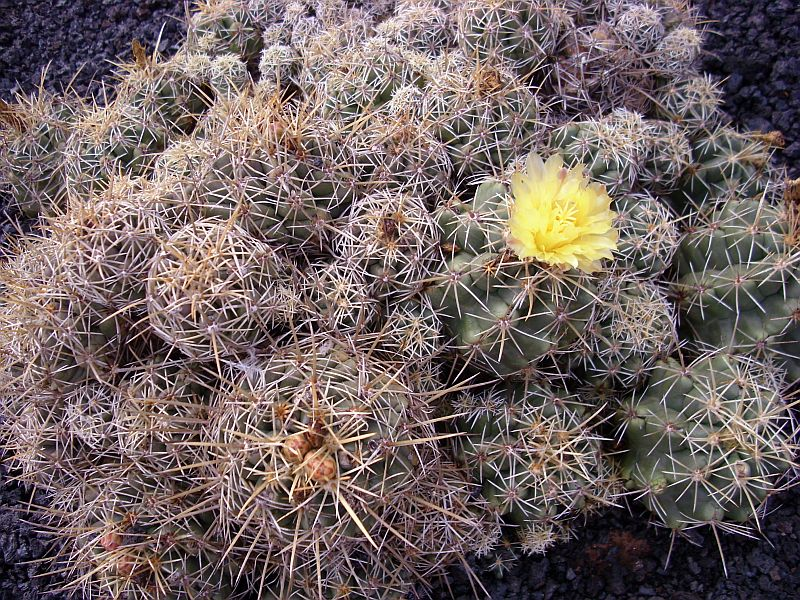